# Verkiezingen voor het Europees Parlement 2014/Kandidatenlijst/JEZUS LEEFT
De kandidatenlijst voor de Europese Parlementsverkiezingen 2014 van JEZUS LEEFT (lijstnummer 16) is na controle door de Kiesraad als volgt vastgesteld:
1. Van Ooijen J.A.C. (Joop), Giessenburg
2. Van Ooijen A. (Andreas), Giessenburg
3. Van Hoek J.B.C.W.J.R. (John), Etten-Leur
4. Vonder L.J. (Laurens), Zeewolde
5. Oudhoif V. (Victor), Oosterhout
6. De Visser W. (Willem), Gorinchem
7. Van Breugel C.H. (Cornelis), Giessen
8. Romijn J. (Jan), Papendrecht
9. Winters J. (Jane), Gorinchem

CDA-Europese Volkspartij · 
PVV (Partij voor de Vrijheid) ·
P.v.d.A./Europese Sociaaldemocraten ·
VVD ·
Democraten 66 (D66)-ALDE ·
GROENLINKS ·
SP (Socialistische Partij) ·
ChristenUnie-SGP ·
Artikel50 ·
IQ, de Rechten-Plichten-Partij ·
Piratenpartij ·
50PLUS ·
De Groenen ·
Anti EU(ro) Partij ·
Liberaal Democratische Partij ·
JEZUS LEEFT ·
ikkiesvooreerlijk.eu ·
Partij voor de Dieren ·
Aandacht en Eenvoud